# Куеда (посёлок)
Куеда́ — посёлок на южной границе Пермского края России. Административный центр Куединского района и Куединского муниципального округа. Население — 9457 чел. (2021).
Посёлок возник в 1914 году в связи со строительством одноимённой железнодорожной станции на ветке Казань — Екатеринбург. В 1957—1994 годах имел статус посёлка городского типа.

## История
История возникновения посёлка связана со строительством железнодорожной ветки Казань — Екатеринбург. В 1914 году на карте появилась станция Куеда. Название заимствовано у соседней деревни Куеда.
В 1926 году в пристанционном посёлке Куединского сельсовета Куединского района Сарапульского округа Уральской области было 167 жителей (82 мужчины, 85 женщин) в 50 хозяйствах (почти все — русские), имелись почтово-телеграфно-телефонная станция, кооператив. В 1926—1927 годах построено новое здание железнодорожного вокзала.
В 1930-е годы посёлок быстро развивался, с 1931 года он становится центром Куединского района. В начале десятилетия появились трудовая артель инвалидов «Красное знамя», маслозавод, промкомбинат, пожарная часть, фотография, парикмахерская; в 1932 году открылось новое здание библиотеки. В 1935—1937 годах строится больница по улице Красной (ныне Комсомольская), также в 1937 году построено двухэтажное здание начальной школы. С 1931 года издаётся районная газета (сейчас под названием «Куединский вестник»).
В годы Великой Отечественной войны в посёлке Куеда находились находились: эвакогоспиталь № 3429 (ноябрь 1941 — январь 1942), госпиталь для легкораненых № 1792 (1942 год) и 2-я школа пилотов первоначального обучения ВВС ВМФ бригады школ пилотов ВВС ВМФ. Рядом с посёлком находился аэродром Осоавиахима. Осенью 1941 года в Куеду эвакуируется Дзержинский районный аэроклуб города Москвы. В июле 1942 года на базе аэроклуба организуется 2-я школа пилотов первоначального обучения ВВС ВМФ, которая пробыла в Куеде до осени 1944 года. В память о школе пилотов на здании, расположенном на углу улиц Советская и Труда, был открыта мемориальная доска. Также в Куеде базировалась эвакуированная из Харькова лётная школа. В 1954 −1956 гг. строится аэропорт.
В 1957 году Куеда получила статус посёлка городского типа (рабочий посёлок). До 1960 года в посёлке существовал кирпичный завод. В 1962 году началось строительство пивоконсервного завода, в 1963 году открылся маслозавод. К 1970—80-м годам посёлок становится крупным административным центром юга Пермской области. В тот период велось большое жилое и инфраструктурное строительство, работали крупные предприятия: межрайонное объединение «Сельхозтехника», леспромхоз, мясокомбинат, межколхозный лесхоз, пищекомбинат, нефтебаза, маслозавод, ПМК, «Пермсельхозмонтаж», СУ-4, ХРПУ, Сельхозхимия, межрайбаза, пивоконсервный завод, ДРСУ и другие.
В 1994 году Куеда преобразована в сельский населённый пункт (посёлок).
В 2001 году открылся краеведческий музей.
В рамках муниципального устройства с 2004 по 2020 год посёлок был административным центром Куединского сельского поселения и Куединского муниципального района, а с 2020 года является административным центром Куединского муниципального округа, образованного взамен муниципального района. В рамках административно-территориального устройства продолжает быть центром Куединского района.

## Население
| 1914  | 1926 | 1939  | 1959  | 1970  | 1979  | 1989  | 2002  | 2010  |
| ----- | ---- | ----- | ----- | ----- | ----- | ----- | ----- | ----- |
| 1     | ↗167 | ↗2831 | ↗5315 | ↗7479 | ↗8363 | ↗9613 | ↗9809 | ↘9551 |
| 2021  |      |       |       |       |       |       |       |       |
| ↘9457 |      |       |       |       |       |       |       |       |

## Образование
- 8 детских садов
- МОУ «Куединская средняя общеобразовательная школа № 1 им. П. П. Балахнина» с интернатом
- Куединская средняя школа № 2
- Куединский филиал ГОУ СПО «Чернушинский механико-технологический техникум»
- детско-юношеская спортивная школа
- детская музыкальная школа
- Дом детского творчества
- вечерняя (сменная) школа

## Религия
Действуют православная церковь Успения Пресвятой Богородицы (открылась в 2009 году), мечеть (открылась в 2004 году).

## Топографические карты
- Лист карты O-40-124 Куеда. Масштаб: 1 : 100 000. Состояние местности на 1982 год. Издание 1985 г.